# Mouriez
Mouriez (Aussprache [muʁˈje]) ist eine französische Gemeinde mit 238 Einwohnern (Stand: 1. Januar 2022) im Département Pas-de-Calais in der Region Hauts-de-France (vor 2016: Nord-Pas-de-Calais). Sie gehört zum Arrondissement Montreuil und ist Mitglied im Gemeindeverband Communauté de communes des 7 Vallées. Die Einwohner werden Richarimontois und Richarimontoises genannt.

## Geographie
Mouriez liegt etwa 48 Kilometer südsüdöstlich von Boulogne-sur-Mer. Umgeben wird Mouriez von den Nachbargemeinden Aubin-Saint-Vaast im Norden, Bouin-Plumoison im Nordosten, Capelle-lès-Hesdin im Osten, Guigny im Südosten, Raye-sur-Authie und Dompierre-sur-Authie im Süden, Tortefontaine im Westen sowie Gouy-Saint-André im Nordwesten.

## Bevölkerung
| Einwohnerentwicklung      | Einwohnerentwicklung | Einwohnerentwicklung | Einwohnerentwicklung | Einwohnerentwicklung | Einwohnerentwicklung | Einwohnerentwicklung | Einwohnerentwicklung | Einwohnerentwicklung |
| ------------------------- | -------------------- | -------------------- | -------------------- | -------------------- | -------------------- | -------------------- | -------------------- | -------------------- |
| Jahr                      | 1962                 | 1968                 | 1975                 | 1982                 | 1990                 | 1999                 | 2006                 | 2013                 |
| Einwohner                 | 408                  | 379                  | 321                  | 313                  | 287                  | 241                  | 245                  | 248                  |
| Quelle: Cassini und INSEE |                      |                      |                      |                      |                      |                      |                      |                      |

## Sehenswürdigkeiten
- Kirche Notre-Dame-de-la-Nativité, 1674 erbaut, 1864 wieder errichtet

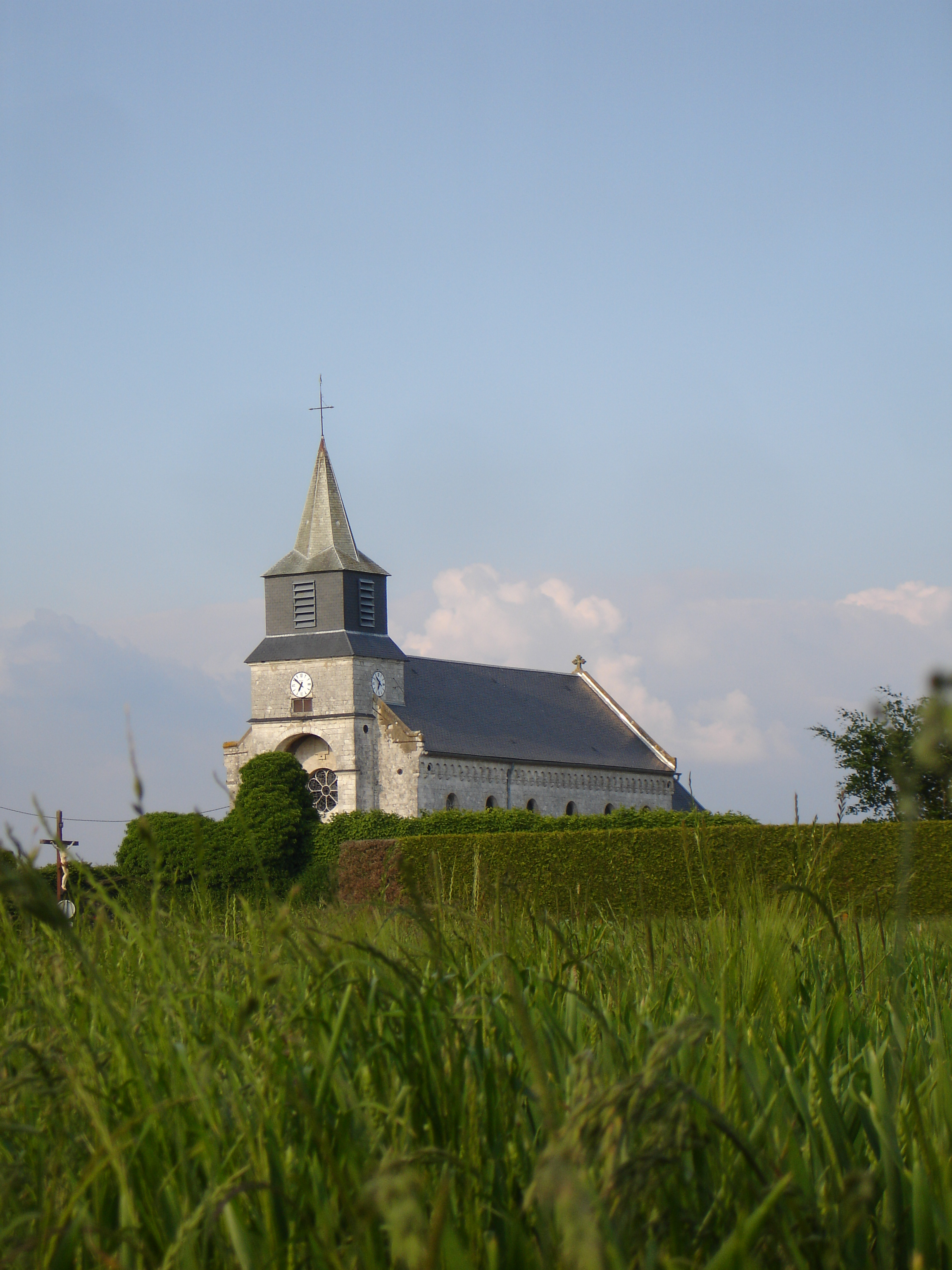
Kirche Notre-Dame-de-la-Nativité

## Persönlichkeiten
- Albert Tréca (1917–2004), Diplomat